# HMS Lightning (G55)
Pour les autres navires du même nom, voir HMS Lightning.
Le HMS Lightning est un destroyer de classe L en service dans la Royal Navy pendant la Seconde Guerre mondiale.
Sa quille est posée le 15 novembre 1938 au chantier naval Hawthorn Leslie and Company de Newcastle upon Tyne, en Angleterre. Il est lancé le 22 avril 1940 et mis en service le 28 mai 1941 sous le commandement du commander Richard Graham Stewart.

## Historique
À sa mise en service, il est affecté à la 19e flottille de destroyers. Il rejoint ensuite Scapa Flow avec d’autres navires de la Home Fleet. Il est rejoint par ses sisters-ships Laforey, Lively, Gurkha, Legion et Lance.

### OpérationSubstance
Sa première mission est l'opération Substance en juillet 1941. Il fait partie de l'escorte de la Home Fleet pour les convois WS 9C et MG 1 à destination de l'île de Malte. Le convoi comprenait les navires Azalea, Eridge, Nelson, Renown, Ark Royal, Hermione, Arethusa, Manxman, Cossack, Maori, Nestor, Faulknor, Fury, Foresight, Forester, Foxhound, Encounter, Sikh et Duncan. Le convoi appareille de Londonderry le 13 juillet et atteint Gibraltar deux semaines plus tard le 27 juillet.
Il participe ensuite à l'opération Style au cours duquel il escorte un petit convoi de renforts de la Royal Air Force. Il quitte le trajet durant la traversée et revient à Gibraltar le 4 août. Le 22 août 1941, le Lightning appareille de Scapa Flow en compagnie des Lively et Newark à la recherche du sous-marin français Rubis, qui avait été attaqué par un avion allemand au large des côtes norvégiennes. Ils sont rejoints par le croiseur Curacoa. Le sous-marin est finalement retrouvé près du Skagerrak et escorté jusqu'à Dundee pour y subir des réparations.

### OpérationHalberd
Les Lightning et Laforey appareillent de Greenock pour une escorte d'un important convoi à destination de Malte. Ils rejoignent une force opérationnelle composée des navires Prince of Wales, Edinburgh, Kenya, Euryalus, Sheffield, Oribi, Cossack, Fury, Farndale et Heythrop. Ils passent le détroit de Gibraltar avant de rencontrer la Force H. Lors de la mission, appelée opération Halberd, le Rodney est légèrement endommagé par une attaque aérienne, qui est repoussée peu après par les destroyers. Le 27 septembre 1941 à 13 h 40, la torpille d'un avion passe à seulement 18 mètres du Lightning.

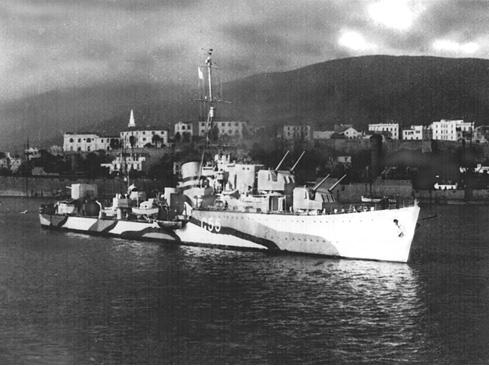
Le Lightning dans les années 1940.

Le 25 octobre, il appareille de la Clyde et est transféré à la Force H basée à Gibraltar. En novembre et décembre 1941, il effectue des tâches d'escorte entre le Royaume-Uni et la partie occidentale de la mer Méditerranée en direction de Malte. Il escorte également des porte-avions transportant des Supermarine Spitfires. Le Lightning faisait partie de l'escorte du porte-avions Ark Royal lorsqu'il fut torpillé et coulé le 14 novembre 1941. Les naufragés de l'Ark Royal et un chat survivant à son troisième naufrage (surnommé Sam l'insubmersible), sont transférés à bord puis débarqués à Gibraltar.
Le 11 décembre 1941, les Lightning, Harvester et Highlander reçoivent l'ordre de quitter Gibraltar, de rejoindre le cuirassé Duke of York, situé dans le centre de l'Atlantique, et de l'escorter jusqu'en Amérique. Le cuirassé transporte Winston Churchill et les chefs d’état-major pour la conférence Arcadia à Washington. Le mauvais temps de l’Atlantique retarde le rendez-vous ; les navires se rejoignent finalement le 17 décembre à 18 h 30. Après une escale à Ponta Delgada (Açores), le destroyer escorte le Duke of York jusqu'au 20 décembre puis rejoint les Bermudes, où il mouille avec le porte-avions de la marine américaine USS Ranger. Le soir du Nouvel An, le navire mouille à Newport News, puis fait route vers le Royaume-Uni en passant par Saint-Jean de Terre-Neuve le 16 janvier 1942 et arrivant à Greenock le 25 janvier, où le commandant Douglas Henry Reid Bromley cède le commandement à Hugh Greaves Walters.
Le 14 mars 1942, le Lightning participe à un ratissage anti-sous-marin ASDIC dans le détroit de Gibraltar lorsque son gouvernail est sérieusement endommagé. L'accident est dû à l'explosion prématurée de l'une de ses charges de profondeur. Le navire rentre à Gibraltar pour des réparations en cale sèche.

### OpérationIronclad
Pendant l'opération Ironclad, le 5 mai 1942 à 17 h 10, le Lightning bombarde une position en hauteur utilisée par l'ennemi, réitérant le lendemain en bombardant des positions ennemies dans un château au sommet d’une colline et ainsi qu'un dépôt de munitions. À 15 h 30, accompagné des Laforey et Lookout, le Lightning escorte le cuirassé Ramillies vers le large pour rechercher un cuirassé ennemi signalé dans le secteur.
Le 7 mai 1942 à 10 h 30, le Lightning bombarde une batterie côtière ennemie située de l'autre côté de la péninsule. Une demi-heure après, la batterie annonça sa reddition.
Après l'opération Ironclad, entre mai et juillet, le Lightning est temporairement transféré dans l'Eastern Fleet. Il fait route pour Colombo, à Ceylan, où l'une de ses chaudières est nettoyée. Il rejoint ensuite à la mi-juillet la "A Force", composé notamment du cuirassé Warspite, des porte-avions Indomitable, Illustrious, du croiseur Gambia et de quatre destroyers. La mission consiste à ratisser la région vers les îles Chagos pour tenter de localiser des forces japonaises, avant de rejoindre l'atoll Addu riche en pétrole. Aucune force n'est trouvée et le Lightning retourne à Colombo où il reçoit l'ordre de se rendre en Méditerranée.
Il traverse les océans Indien et Atlantique et atteint Freetown. Le 1er août, il appareille du port en compagnie des Laforey, Phoebe, Lookout et Indomitable. Le même soir à 21 heures, les navires secourent trois petites embarcations, composés de 35 mitrailleurs, ainsi qu'un chien (qui sera offert au Lightning et nommé "Flash"). Les naufragés étaient des membres d'équipage du navire marchand norvégien Tankexpress, torpillé une semaine plus tôt (25 juillet 1942) par l'U-130. L’équipage du navire et son capitaine, Anders Skånberg, sont débarqués à Gibraltar le 8 août, lorsque le Lightning se ravitaille en gazole.

### OpérationPedestal
En août, le Lightning rejoint la Force Z, composée du porte-avions Indomitable, du croiseur Phoebe et de ses sisters-ships Laforey et Lookout en vue de l'opération Pedestal. Le 3 août 1942, la Force Z est rejointe par la Force X du Royaume-Uni, juste à côté de Gibraltar. Le 5 août, le convoi traverse le détroit pour se rendre à Malte. Le 11 août 1942, les Lightning et Lookout escortent le porte-avions Furious, lorsque le Eagle, qui navigue à proximité, est touché par quatre torpilles tirées du sous-marin allemand U-73. Le 12 août 1942, le Lightning escorte le HMS Indomitable vers Gibraltar en compagnie des Charybdis, Lookout et Somali lorsque groupe est attaqué par des bombardiers. Durant cette attaque, le HMS Foresight est coulé.

### OpérationTorch
Après quelques réaménagements, le Lightning, accompagné du Laforey, quittent Greenock pour Liverpool le 12 décembre 1942 pour escorter le Duchess of Richmond, un paquebot de 20 000 tonnes avec à son bord des milliers de soldats envoyés en renfort pour la campagne d'Afrique du Nord. Les navires sont alors intégrés au convoi KMF 5. Le 21 décembre, le Lightning sauve plus de 1 000 soldats et infirmières du Strathallan, paquebot de 23 722 tonnes coulé par l'U-562 au large des côtes algériennes. Le navire transportaient plus de 4 000 membres du personnel allié lors de son torpillage.
Le destroyer arrive à Bône le jour du Nouvel An et rejoint la Force Q composée des navires du 12e escadron de croiseurs - Ajax, Penelope, Dido, Aurora et Sirius - appuyés par des destroyers de la classe L, notamment les Laforey, Lookout et Loyal.

### Ultime mission
Entre fin février et mars 1943, le Lightning escorte des troupes et des ravitailleurs entre Alger et Bône le jour et attaque des convois ennemis la nuit. Lorsqu'il était au port, il était attaqué chaque jour par l'aviation ennemie et opérait en tant que navire anti-aérien. Lors de son dernier voyage, le Lightning appareille seul de Bône à 17 h 45 le vendredi 12 mars 1943. Après avoir rejoint le Loyal, il offre une couverture de protection aux croiseurs Aurora et Sirius. Le plan était d'attaquer un convoi allemand en provenance de Sicile à destination de la Tunisie. Le plan tourne vite à l'échec lorsque le convoi fait demi-tour et rentre au port après avoir appris le traquenard. L'aviation est envoyée sur place et à 18 h 01, le Lightning est attaqué par douze bombardiers-torpilleurs de la Lufwaffe. Il parvient à abattre un des avions sans être endommagé.
Vers 22 heures, des interprètes du Lightning interceptent un message radio en allemand, indiquant qu'ils étaient sur le point d'attaquer le navire. Quinze minutes plus tard, le Schnellboot S-158 allemand de la 7e flottille de S-boot tire la première torpille qui le neutralise. L’équipage du navire n’a pas le temps de riposter: les systèmes RDF, ASDIC ou HF-DF n'étaient pas opérationnels et son artillerie n’était pas en état de combattre à cause des violents affrontements quasi continus des derniers jours. Le commandant de bord a tenté une manœuvre d'urgence pour éviter la trajectoire de la torpille, mais le Lightning était trop lent et a été touché à la proue à bâbord. Un second Schnellboot, le S-55 de la 3e flottille de S-boot, fait son apparition et se place du côté tribord. Le torpilleur allemand tire alors une deuxième torpille qui explose sous la cheminée, détruisant les deux chaufferies, le canon « pom pom » et les tubes lance-torpilles avancés sur le pont supérieur. Quelques instants plus tard, l'ordre d'abandon est lancé — le navire coulant quasi immédiatement après le deuxième coup de torpille. La position du naufrage est 37° 53′ N, 9° 50′ E. Un des survivants a été pris en charge par le S-158 et les 180 autres (dont le capitaine, le commandant Hugh Greaves Walters) ont été secourus quelques heures plus tard par son sister-ship Loyal, qui est arrivé à Bône à 05 h 00 le 13 mars. Les survivants ont été transférés sur le Sirius. L'équipage du navire a été dissoute, transféré sur d'autres navires ou sur la base côtière HMS Hannibal d'Alger. Le Lightning a été remplacé dans la Force Q par le destroyer polonais ORP Blyskawica. Le nom du navire polonais est le même qu'en anglais (traduit par "éclair" en français).
En moins de deux ans de service de guerre, le Lightning a été décoré de deux honneurs de bataille : Diégo Suarez (1942) et Convois de Malte (1941-2).

## Commandement
- Commander Richard Graham Stewart du 25 février 1941 à décembre 1941[4].
- Lieutenant Douglas Henry Reid Bromley de décembre 1941 au 25 janvier 1942[4].
- Commander Hugh Greaves Walters du 25 janvier 1942 au 12 mars 1943[4].